# ASIMO

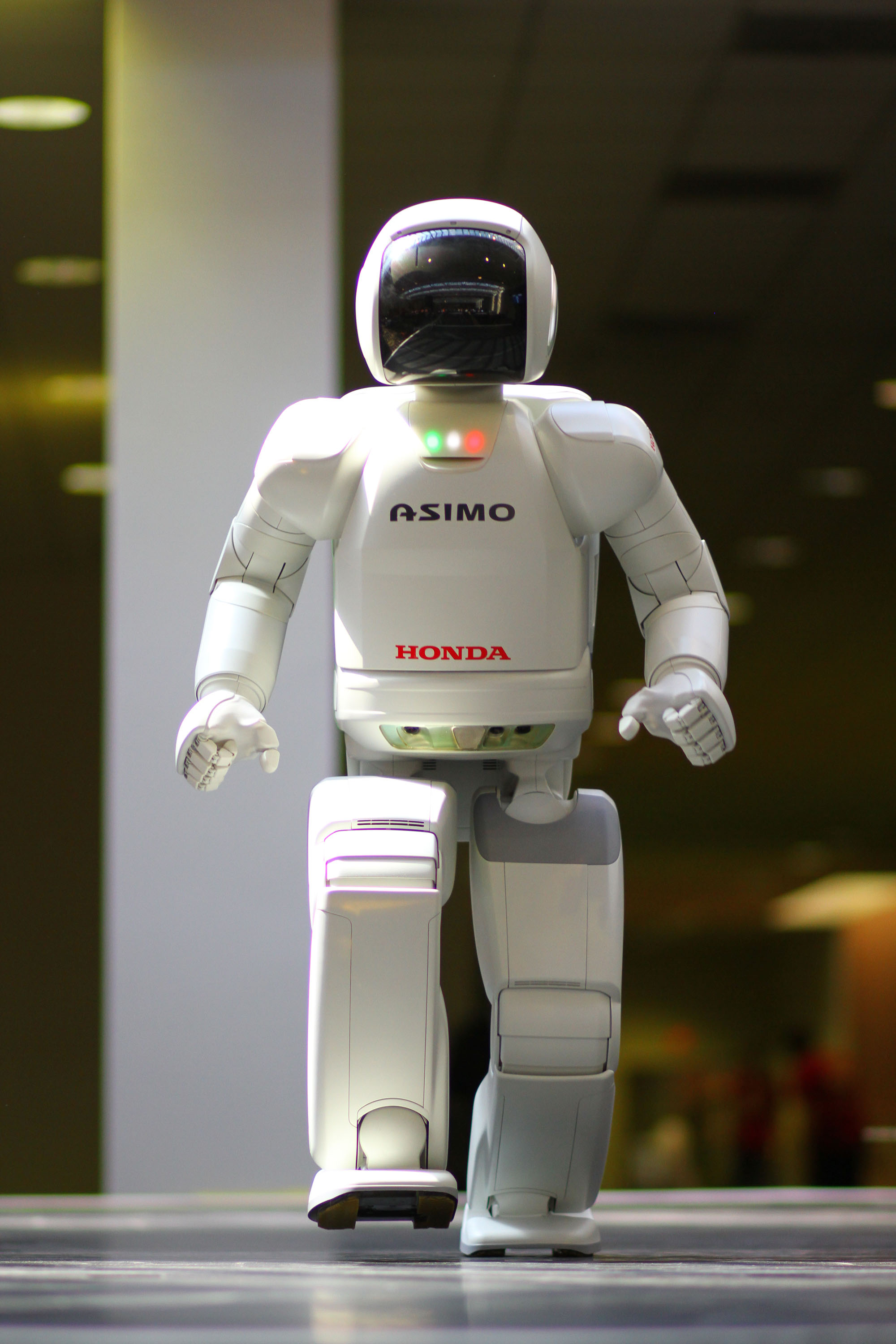
2011년 4월 28일 ASIMO의 모습

ASIMO(일본어: アシモ)는 혼다가 개발하고 혼다 엔지니어링 주식회사가 생산하는 세계 최초의 2족 보행 로봇이다. 예측 운동 제어를 통해 중심과 제로 모멘트 포인트 (Zero Moment Point, ZMP)를 제어하고 자유롭게 걷는다. 또, 계단 오르내리기, 선회, 댄스 등도 가능하다. 디자인 또한 편의를 고려하여 채택되었다. 혼다는 "ASIMO"라는 명칭이 영어로 Advanced Step in Innovative Mobility(새로운 시대로 진화한 혁신적인 이동성)의 약자라고 설명했다. 아이작 아시모프의 이름을 땄다는 추측이 있었지만, 혼다 측은 부인했다.

## 개요

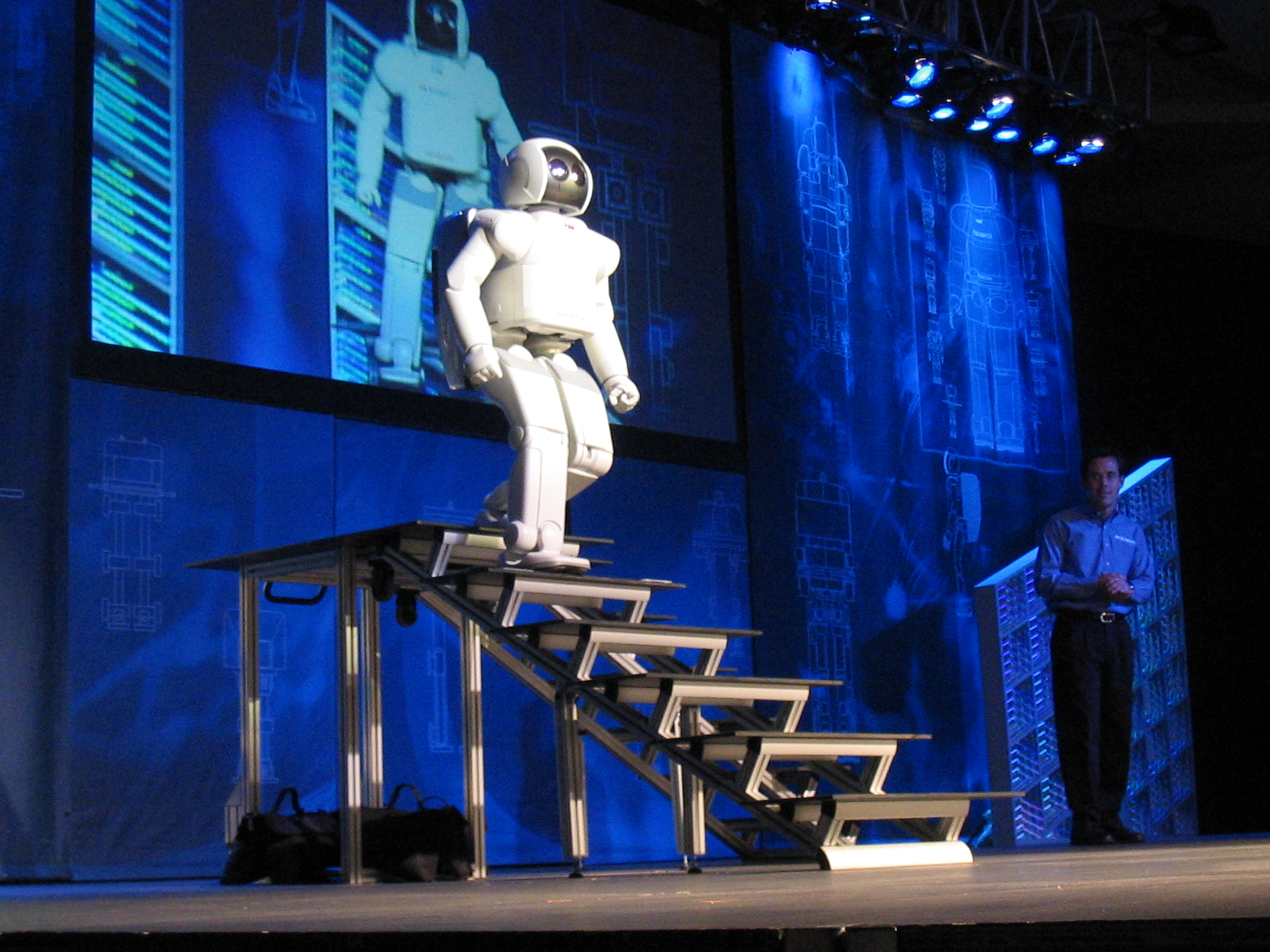
계단을 내려오는 ASIMO

최신형의 ASIMO의 신장은 130cm, 무게는 48kg이다. ASIMO는 인간의 생활에 맞게 만들어져 있어 사람의 움직임을 감지하고 자율적으로 행동이 가능하다. 예를 들어 사람을 추종하고 보행한다. 손을 내밀면 악수, 장애물 피하기, 음원 인식, 계단 오르내리기 등이 가능하다. 그러나 HRP-2와 달리 뒤로 넘어지거나 엎드려 넘어진 경우에 일어날 수 없다. 미리 설정한 음성 인식과 발음도 가능하다.  2011년 11월 8일에 발표된 신형 ASIMO는 3명이 동시에 하는 말을 인식할 수 있도록 미리 설치된 공간 센서의 정보를 바탕으로 사람의 걷는 방향을 예측하고 충돌을 피할 수 있게 되었다. 또한 신체 기능이 향상되면서 양발 점프 등이 연속적으로 수행할 수 있게 되었다. 또, 물통의 뚜껑을 열어 종이컵에 술을 따르거나 손가락으로 수화도 할 수 있게되었다. 혼다는 ASIMO의 기술을 응용하여 후쿠시마 제1 원자력 발전소에서 활용하는 원자력 재해 로봇을 개발했다.
엔터테인먼트 산업에서도 사용되고 있으며, 뉴욕 증권 거래소의 시업 벨을 사람이 아닌 것이 처음 울렸다. 또한 현 단계에서는 시판되고 있지 않고, 혼다에 문의하여 임대할 수 있다.
2014년 4월 17일, 2011년 모델이 미국에 처음 상륙하였다.

## 개발사

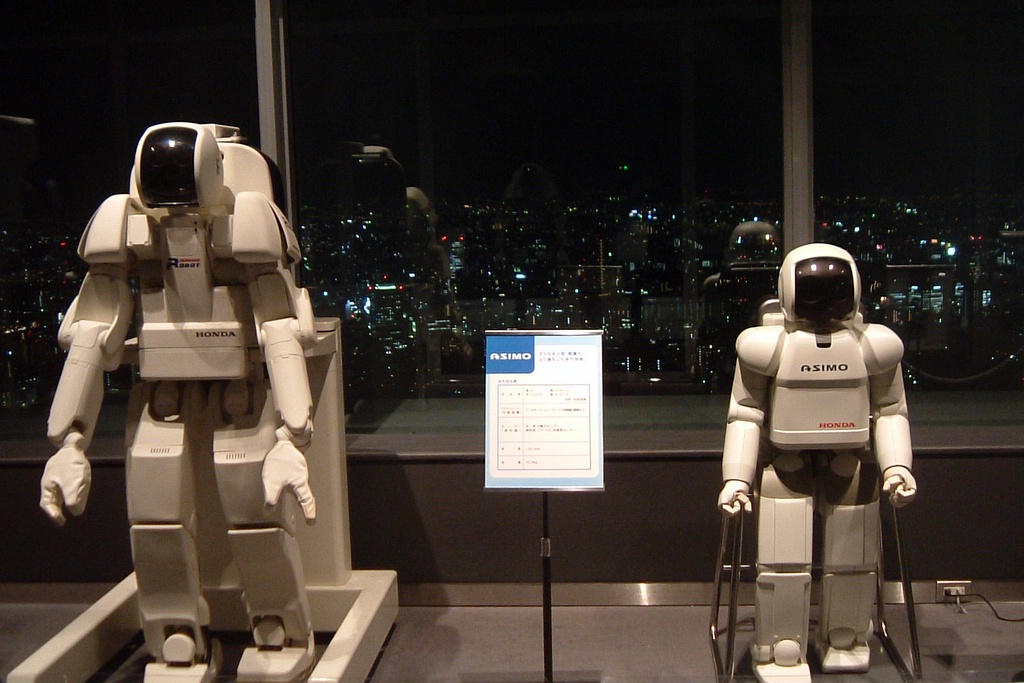
P3 (왼쪽)와 ASIMO (오른쪽)

혼다의 로봇 개발은 1986년 이전부터 비밀에 이루어지고 있으며, E 시리즈 (하반신 만 실험 형), P 시리즈 (인간형 시작 형)를 거쳐 정식으로 개발이 발표된 것은 1996년으로, P2 (프로토 타입 2)라는 모델이 발표되었다. 그 후 더욱 형상을 인형에 접근한 P3의 발표를 통해 현재의 ASIMO가 2000년에 발표되었다. 이후 비용 감소와 경량화가 진행되고 있다. 또한 개발 도중에 로마 교황청에 인간형 로봇에 대해 의견을 구하고 문제가 없는지에 대해 승인을 해달라고 하였다.
2005년 12월 13일에 신형 "ASIMO 2005"를 발표했다. 외관은 거의 변하지 않았지만, 균형 능력 향상, 보통 보행 속도는 시속 2.7km (기존 모델은 시속 1.6km), 시속 6km로 주행 (도약 시간 0.08초)을 하는 것 외에도 자동으로 접수 안내나 수레를 사용한 배달 작업 등을 할 수 있게 되었다.
2011년 11월 8일에 발표된 모델은 무게를 6kg 감소하였으며, 최고 속도를 시속 9km로 향상했으며, 3명으로부터 동시에 받은 주문을 판별할 수 있게 되었다.

## 같이 보기
- 휴보
- 크로이노와 FT
- 휴머노이드
- 혼다 자동차
- 아이보